# Neđeljko Vlahović
Neđeljko Vlahović, cyr. Heђeљкo Bлaxoвић (ur. 15 stycznia 1984 w Titogradzie) – czarnogórski piłkarz występujący na pozycji pomocnika.

## Kariera klubowa
Vlahović profesjonalną karierę piłkarską rozpoczął w klubie Kom Podgorica, w którym − z dwiema przerwami na grę w klubach Zora Spuž (sezon 2005−2006) i Budućnost Podgorica (jesień 2007) występował do 2009 roku. Latem 2009 roku przeniósł się do drużyny Rudar Pljevlja.

## Kariera reprezentacyjna
W reprezentacji Czarnogóry zadebiutował 22 sierpnia 2007 roku w towarzyskim meczu przeciwko Słowenii. Na boisku pojawił się w 78 minucie. Był to jego jedyny jak dotychczas występ w reprezentacji (stan na 11 lipca 2013).
| Mecze i gole w reprezentacji | Mecze i gole w reprezentacji | Mecze i gole w reprezentacji | Mecze i gole w reprezentacji | Mecze i gole w reprezentacji | Mecze i gole w reprezentacji | Mecze i gole w reprezentacji |
| #                            | Data                         | Stadion                      | Rywal                        | Wynik                        | Gol                          | Rozgrywki                    |
| 2007                         | 2007                         | 2007                         | 2007                         | 2007                         | 2007                         | 2007                         |
| ---------------------------- | ---------------------------- | ---------------------------- | ---------------------------- | ---------------------------- | ---------------------------- | ---------------------------- |
| 1.                           | 22.08.2007                   | Podgorica, Czarnogóra        | Słowenia                     | 1:1                          | 0                            | towarzyski                   |

## Sukcesy
- Mistrzostwo Czarnogóry: 2008 (Buducnost); 2010 (Rudar)
- Puchar Czarnogóry: 2010, 2011 (Rudar)